# Jimmy Hartwig
William Georg „Jimmy“ Hartwig-Almer (* 5. Oktober 1954 in Offenbach am Main) ist ein ehemaliger deutscher Fußballspieler, -trainer und Theaterschauspieler.

## Fußballkarriere

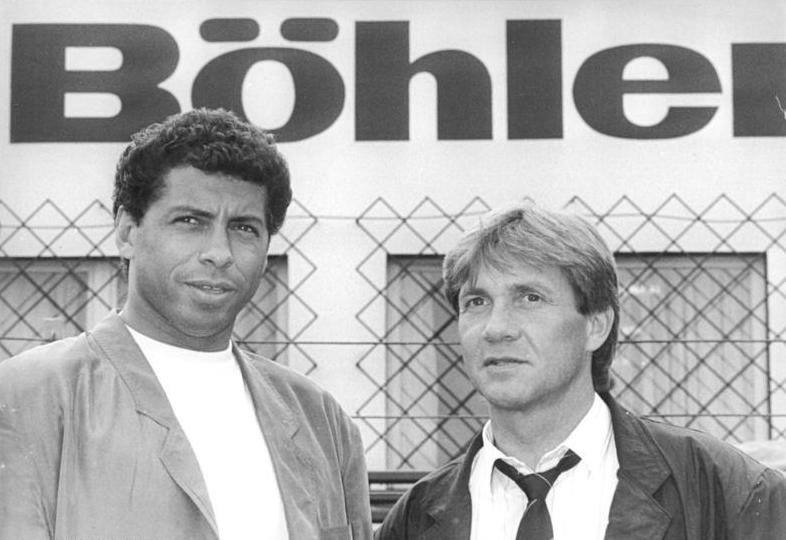
Jimmy Hartwig 1990 als Trainer von Chemie Böhlen, rechts sein Assistenztrainer Achim Steffens

Hartwig begann seine Karriere 1972 bei Kickers Offenbach. 1973 wurde er an den VfL Osnabrück ausgeliehen. 1974 wechselte er zum TSV 1860 München, mit dem er 1977 in die Bundesliga aufstieg. 1978 verpflichtete ihn der Hamburger SV für eine Ablösesumme von 560 000 D-Mark. Er spielte bis 1984 für den HSV im defensiven Mittelfeld und erreichte mit dem Verein drei deutsche Meisterschaften, ein UEFA-Pokal-Endspiel und einmal den Pokal der Landesmeister (das Endspiel in Athen verpasste Hartwig wegen einer Sperre) sowie für sich zwei A-, sechs B-Nationalspiele und acht Auswahlspiele bei den Olympischen Sommerspielen. 1984 wechselte er für eine Ablöse von rund 800 000 D-Mark zum 1. FC Köln und kam 1987 über Austria Salzburg zum FC 08 Homburg, wo er 1988 seine Karriere aufgrund einer Knieverletzung beenden musste.
Nach Erwerb der Trainer-A-Lizenz des DFB wurde er im Oktober 1989 Trainer beim Oberligisten FC Augsburg und Anfang Dezember 1989 trotz sportlichen Erfolgs (zweiter Tabellenplatz, 13:1 Punkte) wieder entlassen. Im Mai 1990 erhielt er  einen Vertrag von Chemie Böhlen (später: FC Sachsen Leipzig) und wechselte als erster bundesdeutscher Trainer in die DDR. Nach fünf Spieltagen der Oberligasaison 1990/91 lag Hartwig mit dem FC Sachsen auf dem zweiten Tabellenrang, legte sich aber mit Vereinspräsident Wolfgang Stamm an und stand deshalb bereits Mitte September 1990 kurz vor der Entlassung. Nachdem Schiedsrichter Siegfried Kirschen Ende September 1990 das Oberligaspiel zwischen dem FC Sachsen und Jena wegen Zuschauerausschreitungen abgebrochen hatte, bezeichnete Hartwig Kirschen als „kleines Schweinchen“ und wurde gesperrt. Im November 1990 wurde Hartwig in Leipzig entlassen. Später war er Trainer im Amateurfußball, war für den SV Soltau, von März bis Mai 1995 für den SC Wentorf in der Verbandsliga Hamburg sowie für Phönix Durmersheim tätig.

## Erfolge als Spieler
National:
- 1979, 1982, 1983 – Deutscher Meister (mit dem Hamburger SV)
- 1980, 1981, 1984 – Deutscher Vize-Meister (mit Hamburger SV)

International:
- 1980 – Finalist Europapokal der Landesmeister
- 1982 – Finalist UEFA-Cup
- 1983 – Europapokal der Landesmeister
- 1983 – Finalist Weltpokal

(jeweils mit dem Hamburger SV)
- 1986 – Finalist – UEFA-Cup

(mit dem 1. FC Köln)

### Statistik
- 2 A-Länderspiele
- 6 B-Länderspiele; 2 Tore
- 8 Spiele in der Olympia-Auswahlmannschaft, 1 Tor
- 1. Bundesliga
  - 34 Spiele; 6 Tore TSV 1860 München
  - 182 Spiele; 52 Tore Hamburger SV
  - 24 Spiele; 5 Tore 1. FC Köln
  - 4 Spiele FC Homburg
- DFB-Pokal
  - 3 Spiele; 1 Tor 1. FC Köln
- UEFA-Cup
  - 9 Spiele 1. FC Köln

## Theaterschauspieler
2002 war er neben Ben Becker und Blixa Bargeld als Kaufmann Mäch in Bertolt Brechts Baal am Deutschen Nationaltheater Weimar unter der Regie von Thomas Thieme zu sehen.
2005 spielte er den Herzog Suffolk in Margaretha. Eddy. Dirty Rich von Tom Lanoye und Luk Perceval am Nationaltheater Weimar unter der Regie von Thomas Thieme.
2008 fand die Premiere des szenischen Stücks Die Legende auf der Couch mit Hartwig als er selbst und Thieme als Hauptdarsteller im Rahmen der Movimentos (Festivalwochen der Autostadt Wolfsburg) statt. Das Projekt beruht auf Hartwigs 1994 erschienener Biografie Ich möchte noch so viel tun und auf Motiven des Autors Thomas Potzger und fand unter Kritikern große Zustimmung.
2009 war am Centraltheater Leipzig die Premiere von Georg Büchners Woyzeck mit Hartwig in der Titelrolle unter der Regie von Thieme. Maike Schiller schrieb zu diesem Auftritt: „Seine Konzentration ist fast greifbar, seine Stimme trägt auch in den Rang. Wer auf eine Blamage gehofft hatte, wird enttäuscht. So merkwürdig es klingen mag: Jimmy Hartwig macht seinen Job. Nicht spektakulär, aber eben auch nicht schlecht.“
2014 spielte er in der Uraufführung des Theaterstücks Spiel ohne Ball von Albert Ostermaier die Hauptrolle als die tragische Figur Uwe im Grand théâtre de la ville de Luxembourg. Ostermaier sagte über Hartwig: „Er legt in alles eine unglaublich große Seele, zeigt Empfindsamkeit und Verletzlichkeit. Auch wenn ihm die Ausbildung eines Schauspielers fehlt, entwickelt er doch auf der Bühne eine unbändige Kraft und Ausstrahlung. Bei ihm geht es nicht um Eitelkeit, im Rampenlicht zu stehen. Er hat schlichtweg das Bedürfnis, etwas zu erzählen.“
2017/18 spielte Hartwig als der Baron eine Gastrolle in Roxy und ihr Wunderteam am Musiktheater Augsburg.
2022 spielte Hartwig Kaiser Joseph II. im Stück Amadeus von Peter Shaffer während der Luisenburg-Festspiele in Wunsiedel.

## Privatleben
Der Sohn eines amerikanischen Soldaten wuchs mit seiner Offenbacher Mutter beim Großvater auf. Vor dessen Schlägen flüchtete er nach draußen zum Fußballspielen. Nach Abschluss seiner Lehre zum Maschinenbauschlosser begann er seine Bundesligakarriere 1972 beim Heimatverein Kickers Offenbach. Zu seiner Münchner Zeit in der zweiten Hälfte der 1970er Jahre betrieb Hartwig in der Stadt ein Sportgeschäft. Dieses ging pleite. Nach seiner Laufbahn als Fußballspieler betätigte sich Hartwig beruflich im Immobilienwesen und als Vertreter für Kondome.
Als 1991 zum ersten und 1993 zum zweiten Mal die Diagnose Krebs gestellt wurde, konzentrierte sich Hartwig zunächst auf den Kampf gegen die Krankheit und verfasste seine erste Biographie Ich möcht’ noch so viel tun … Meine Kindheit, meine Karriere, meine Krankheit, die 1994 im Gustav Lübbe Verlag erschien. Er gründete mit die erste Fußballschule für Jugendliche in St. Peter-Ording und Bad Griesbach.
Seit 2002 ist er als Bühnenschauspieler aktiv. 2007 wurde ein Gehirntumor bei ihm diagnostiziert.
2010 erschien im B&S Siebenhaar Verlag seine zweite Biographie Ich bin ein Kämpfer geblieben. Meine Siege, meine Krisen, mein Leben.
Heute (Stand 2019) beschäftigt sich Hartwig als AOK-Gesundheitsbotschafter mit Gesundheitsprävention, war Initiator des Münchner Nationencups und Integrationsbotschafter des Deutschen Fußball-Bundes. Außerdem ist er Mitglied der DFB-Kommission „Gesellschaftliche Verantwortung“ und des Stiftungsrats der Sozialstiftung des Bayerischen Fußball-Verbandes. Für sein großes Engagement wurde ihm im Mai 2019 die bayerische Staatsmedaille für soziale Verdienste verliehen. Hartwig ist zum vierten Mal verheiratet und lebt mit seiner Familie in Inning am Ammersee. Er ist Vater von drei Kindern, darunter der Schauspieler Daniel Hartwig.

## Theaterarbeiten
- 2002: Kaufmann Mäch in Baal von Bertolt Brecht (Regie: Thomas Thieme) am Deutschen Nationaltheater Weimar
- 2005: Herzog Suffolk in Margaretha. Eddy. Dirty Rich von Tom Lanoye und Luk Perceval (Regie: Thomas Thieme) am Nationaltheater Weimar
- 2008: Als er selbst in Eine Legende liegt auf der Couch von Thomas Potzger nach Motiven der Biografie Hartwigs, Movimentos, Festwochen Wolfsburg
- 2009: Titelrolle in Woyzeck von Georg Büchner (Regie: Thomas Thieme) am Centraltheater Leipzig
- 2014: Hauptrolle in Spiel ohne Ball von Albert Ostermaier (Regie: Johannes Zametzer) im Grand théâtre de la ville de Luxembourg und andere
- 2017/18: Roxy und ihr Wunderteam von Paul Abraham im Theater Augsburg

## Film und Fernsehen
Von 1997 bis 1999 moderierte Hartwig die Sendung Mittendrin beim Sender DSF.
Im Jahr 2004 nahm er an der zweiten Staffel von Ich bin ein Star – Holt mich hier raus teil und beendete sie als Viertplatzierter. 2011 war Hartwig in der Reality-Show Das perfekte Promi-Dinner bei VOX zu sehen. Die Folge aus der Reihe Das perfekte Promi Dinner im Schlafrock wurde am 9. Juli 2011 ausgestrahlt.
Im Jahr 2021 war er ein Protagonist der Dokumentation Schwarze Adler des Streaminganbieters Prime Video.
Während der Fußball-Europameisterschaft 2024 trat Hartwig mehrfach als Experte für den Nachrichtensender Welt auf.

## Sänger
- 1980: Mama Calypso[32]
- Ich komme immer zu früh[3]

Sein Lied Mama Calypso wurde 40 000 Mal verkauft, das Nachfolgewerk Ich komme immer zu früh 17 000 Mal. Hartwig trat unter anderem in den Sendungen Disco und Aktuelle Schaubude auf.

## Sprüche
- „Fröhlichkeit ist im deutschen Fußball verboten“
- „Ob Herr Derwall [damaliger Bundestrainer Jupp Derwall] im Stadion ist, oder in Afrika wackelt ein Baum.“
- „Vor einem Länderspiel reden sich einige vor dem Spiegel mit ‚Sie‘ an“
- „Wenn ich hier nicht mal den Mund aufmachen darf, kann ich ja gleich ins Kloster gehen.“

(jeweils zitiert nach Hamburger Abendblatt, 31. März 1984, Warum Hartwig in Köln unterschrieb)

## Veröffentlichungen
- „Ich möchte noch so viel tun …“ Meine Kindheit, meine Karriere, meine Krankheit. Bergisch Gladbach 1994, ISBN 3-404-61309-0
- „Ich bin ein Kämpfer geblieben.“ Meine Siege, meine Krisen, mein Leben. Siebenhaar-Verlag, Berlin 2010, ISBN 3-936962-86-3